# Aire urbaine de Thiers
L'aire urbaine de Thiers est une aire urbaine française centrée sur la ville de Thiers.

## Caractéristiques
D'après la définition qu'en donne l'INSEE, l'aire urbaine de Thiers est composée de 7 communes, situées dans le Puy-de-Dôme. Ses 19 492 habitants font d'elle la 262e aire urbaine de France.
2 communes de l'aire urbaine font partie de l'unité urbaine.
Le tableau suivant détaille la répartition de l'aire urbaine sur le département (les pourcentages s'entendent en proportion du département) :
| Département | Communes | Communes (%) | Superficie (km²) | Superficie (%) | Population (2016) | Population (%) |
| ----------- | -------- | ------------ | ---------------- | -------------- | ----------------- | -------------- |
| Puy-de-Dôme | 7        | 1,5          | 151,7            | 1,9            | 18 165            | 2,8            |

## Composition
La liste des communes de l'aire urbaine de Thiers est la suivante :
| Nom              | Code Insee | Statut | Superficie (km2) | Population (dernière pop. légale) | Densité (hab./km2) |
| ---------------- | ---------- | ------ | ---------------- | --------------------------------- | ------------------ |
| Dorat            | 63138      |        | 17,26            | 721 (2022)                        | 42                 |
| Escoutoux        | 63151      |        | 27,4             | 1 355 (2022)                      | 49                 |
| Néronde-sur-Dore | 63249      |        | 8,93             | 485 (2022)                        | 54                 |
| Noalhat          | 63253      |        | 5,13             | 230 (2022)                        | 45                 |
| Paslières        | 63271      |        | 27,77            | 1 487 (2022)                      | 54                 |
| Peschadoires     | 63276      |        | 20,67            | 2 103 (2022)                      | 102                |
| Thiers           | 63430      |        | 44,49            | 11 686 (2022)                     | 263                |

## Évolution démographique
| 1968   | 1975   | 1982   | 1990   | 1999   | 2010   | 2015   | 2016   | 2017   |
| ------ | ------ | ------ | ------ | ------ | ------ | ------ | ------ | ------ |
| 20 404 | 20 603 | 20 533 | 20 103 | 18 984 | 17 597 | 18 279 | 18 165 | 18 306 |